# Zhifang, Gansu
Zhifang  är en köping i nordvästra Kina. Den ligger i Cheng härad i staden Longnan i provinsen Gansu,  omkring 300 kilometer sydost om provinshuvudstaden Lanzhou. Antalet invånare är 11 799. Befolkningen består av 5 705 kvinnor och 6 094 män. Barn under 15 år utgör 18,0 %, vuxna 15-64 år 70 %, och äldre över 65 år 10,0 %.